# Acalolepta saintaignani
Acalolepta saintaignani là một loài bọ cánh cứng trong họ Cerambycidae.